# Wildor Hollmann

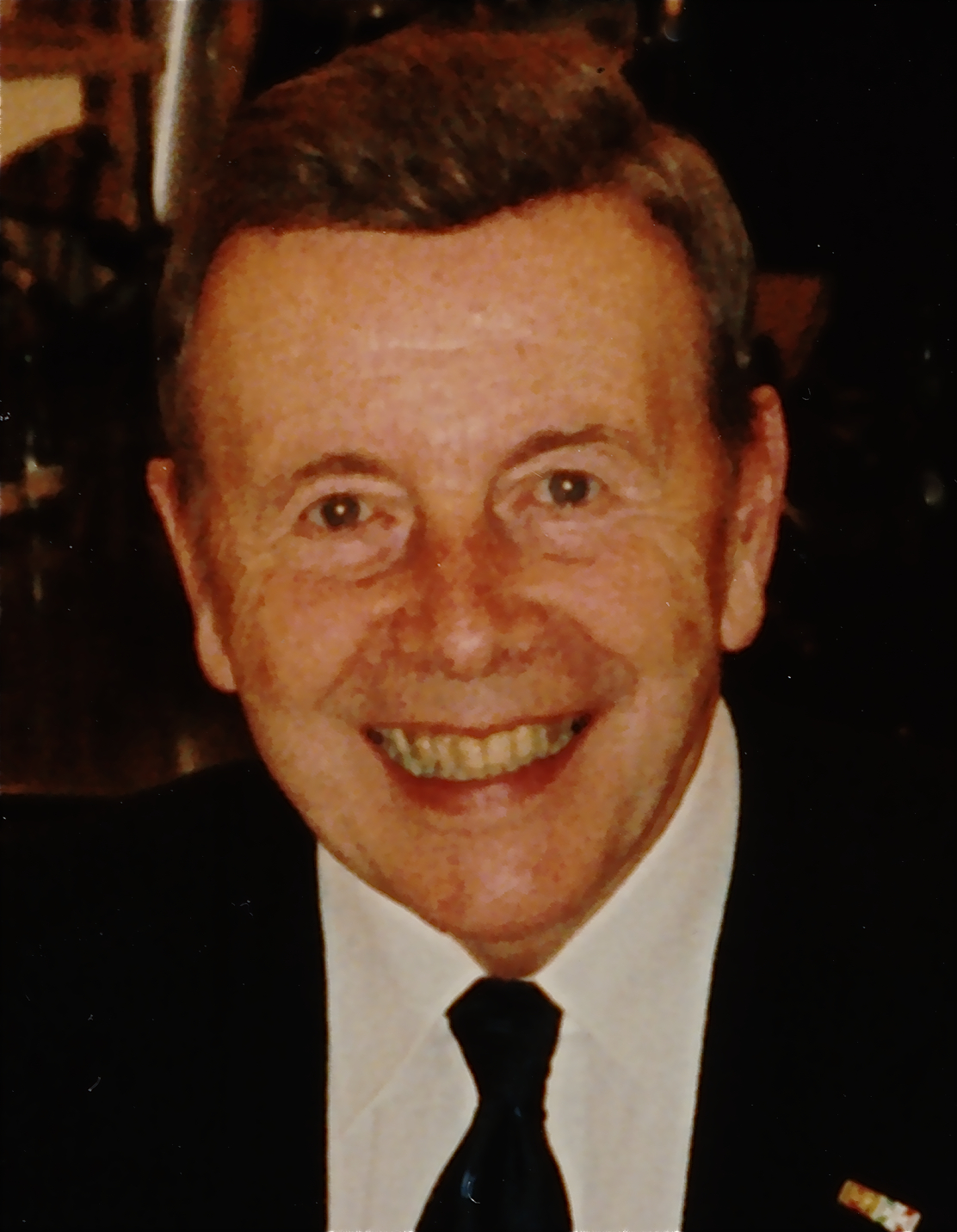
Wildor Hollmann (2001)

Wildor Hollmann (* 30. Januar 1925 in Menden (Sauerland); † 13. Mai 2021 in Brüggen) war ein deutscher Internist und Sportmediziner. Er gilt als Mitbegründer der „Trimm-dich-Bewegung“ in Deutschland und als „Vordenker der heutigen Sportmedizin“.

## Leben und Werk
Hollmann besuchte die Josef-Schule und das Walram-Realgymnasium in Menden. Nach dem Abitur 1943 leistete er den Arbeitsdienst, wurde anschließend zum Flugzeugführer bei der Luftwaffe ausgebildet und erlitt im Kriegsdienst drei Verwundungen. Von 1945 bis 1947 war er in britischer Kriegsgefangenschaft. Anschließend studierte er an der Universität Köln Medizin. 1949 begann er im Rahmen seiner medizinischen Doktorarbeit im Bereich der Spiroergometrie mit experimenteller Forschung. Nach dem Staatsexamen 1953 und der Promotion 1954 arbeitete er als Assistent an der Medizinischen Universitätsklinik Köln. Er habilitierte sich dort 1961 – im Jahr seiner Facharztanerkennung als Internist – für das Fach Sportmedizin und erhielt 1964 den Ruf auf einen Lehrstuhl für Kardiologie und Sportmedizin an der Deutschen Sporthochschule Köln (DSHS), dem er 1965 folgte. Bereits 1958 gründete er das Institut für Kreislaufforschung und Sportmedizin, das die Medizinische Universitätsklinik Köln mit der Deutschen Sporthochschule Köln verband. Im Mittelpunkt seiner Arbeit stand die Bedeutung von körperlicher Aktivität und Inaktivität für Gesundheitserhaltung und Leistungsförderung (vom Kindes- bis zum Seniorenalter – bei gesunden und kranken Menschen).
Hollmann war nach Einschätzung von Georg Neumann durch eine „weitsichtige Zusammenarbeit“ mit Kurt Tittel, einem der seinerzeit führenden Sportmediziner der DDR, verbunden. Das „Aufrechterhalten einer vernünftigen Ost-West-Beziehung“ sei zu dieser Zeit „keine leichte und mitunter brisante Aufgabe“ gewesen, urteilte Neumann. Hollmann veröffentlichte mit Tittel 2008 das Buch „Geschichte der deutschen Sportmedizin“.
Hollmann war 14 Jahre lang Rektor, Prorektor oder Dekan des medizinisch-naturwissenschaftlichen Fachbereichs der Deutschen Sporthochschule Köln. Als Rektor gelang ihm die Durchsetzung der Anerkennung der Sporthochschule als eigenständige wissenschaftliche Hochschule mit Promotions- und Habilitationsrecht, verbunden mit einem großzügigen Ausbau. Er war von 1984 bis 1998 Präsident des Deutschen Sportärztebundes (Deutsche Gesellschaft für Sportmedizin und Prävention) und von 1986 bis 1994 Präsident des Weltverbandes für Sportmedizin (Fédération Internationale de Médecine du Sport / International Federation of Sports Medicine – FIMS).
Beide Gesellschaften ernannten ihn zum Ehrenpräsidenten.
Auch nach seiner Emeritierung 1990 setzte Hollmann seine Forschungs- und Lehrtätigkeit fort. Noch nach seinem 90. Geburtstag hielt er regelmäßig Vorlesungen an der Sporthochschule. Zusammen mit dem Max-Planck-Institut für neurologische Forschung in Köln und dem Forschungszentrum Jülich führte er zahlreiche experimentelle Untersuchungen über Gehirn und Geist in Verbindung mit körperlicher Aktivität durch. Als akademischer Lehrer betreute er über 1000 Diplomarbeiten und über 200 Dissertationen. Er selbst verfasste über 800 Publikationen, darunter zahlreiche Bücher. Seine wichtigste Monographie, das Buch Sportmedizin – Grundlagen für körperliche Aktivität, Training und Präventivmedizin (in den ersten 4 Auflagen mit Theodor Hettinger, später mit Heiko K. Strüder und Julia Diehl) gilt als ein Standardwerk der Sportmedizin. Hans-Georg Predel nannte Hollmann 2015 den „charismatischen Nestor und Pionier der internationalen Sport- und Präventionsmedizin“.
Ende Januar 2020 wurde an der Deutschen Sporthochschule Köln eine Dauerausstellung über Hollmann eröffnet (Titel „Wildor Hollmann – ein bewegtes Leben“).
Hollmann starb 96-jährig an den Folgen einer COVID-19-Infektion.

### Kontroversen
Im Buch Doping Dokumente: Von der Forschung zum Betrug von Brigitte Berendonk heißt es, Hollmann habe sich in den 1970er Jahren für Anabolikadoping ausgesprochen. Im Forschungsprojekt „Doping in Deutschland von 1950 bis heute aus historisch-soziologischer Sicht im Kontext ethischer Legitimation“ heißt es im Abschnitt „Die öffentliche Anabolika-Debatte bis 1976“, an der Deutschen Sporthochschule Köln sei „mit anabolen Steroiden experimentiert“ worden; Institutsleiter Hollmann habe sich aber „öffentlich aus ethischen und ärztlichen Gründen gegen den Gebrauch“ ausgesprochen. Hollmann äußerte 1977 in Bezug auf mögliche Schädigungen durch dosierte Hormongaben: „Schädigende Nebenwirkungen sind hierdurch noch niemals beobachtet worden“ (…) „Wenn aber eben diese Hormone in derselben Größenordnung von außen zugeführt werden, wie sie sonst nur durch Trainingsbelastung durch in Körper in Freiheit gesetzt werden, so fällt es schwer, hierzu den Beweis der Schädlichkeit zu erbringen.“ Hollmann bestritt, in den 1970er und 1980er Jahren Dopingforschung betrieben zu haben. Er bestätigte, dass er die Re-Transfusion von Eigenblut erforschte. Bei Versuchen an Sportstudenten im Jahr 1974 wurden bis zu neunprozentige Steigerungen der Herz-, Kreislauf-, Atmungs- und Stoffwechselleistungen festgestellt. Hollmann betonte 1981, diese „Möglichkeit der Leistungssteigerung“ sei im Sport abzulehnen; Blutdoping sei „unärztlich und sportlich unethisch“. In einem Gespräch mit dem Handelsblatt im Jahr 2013 sagte Hollmann in Bezug auf den Vorwurf der Doping-Forschung: „Sie haben den großen Fehler gemacht, alle Forschung mit Doping zu betiteln, die mit Leistung zu tun hat. Ohne unsere leistungsbezogenen Studien gäbe es heute keine Präventivmedizin, keine Reha-Zentren.“
Der Spiegel schrieb 2011, Hollmann habe während seiner Karriere seinen Einfluss in wichtigen Gremien der deutschen Sportwissenschaft wie dem Bundesinstitut für Sportwissenschaft zugunsten des von ihm geleiteten Instituts an der DSHS ausgenutzt, etwa um Forschungsgelder zu erhalten. Es habe in der Bundesrepublik Deutschland „kaum einen besser vernetzten Sportwissenschaftler als Hollmann“ gegeben. Laut einer zitierten Studie von Hanno Strang und Giselher Spitzer habe es eine „Dominanz der sportmedizinischen Achse Köln-Freiburg“ gegeben, die einen wissenschaftlichen Wettbewerb verhindert habe. Hollmann wies die Vorwürfe zurück und sagte, die Kölner Sporthochschule sowie die Uni Freiburg hätten die meisten Fördergelder zugesprochen bekommen, weil sie „die beiden größten und forschungsintensivsten sportmedizinischen Institute der Bundesrepublik“ gewesen seien. Hollmann sei „lange inkonsequent“ geblieben, „wenn es um Doping ging.“ Er hätte „von Anfang an laut aufbegehren können, er wusste genug, er verstand genug, er hätte sich Gehör verschafft als Westdeutschlands oberster Sportmediziner. Doch er tat es nicht.“

## Forschungsergebnisse
- 1954: Einführung des Fahrradergometers, bisher für Trainings- und Forschungszwecke benutzt, als klinisches Routine-Untersuchungsgerät in die Medizinische Universitätsklinik Köln; von dort weltweite Ausbreitung.
- 1955: Entwicklung (mit Dipl.-Ing. Sander) der ersten Blutdruck-Messapparatur für körperliche Arbeit unter Benutzung eines Mikrofons in der Ellenbeuge. Erste fabrikmäßige Herstellung 1958, das erste Gerät dieser Art auf der Weltausstellung für Elektronische Medizin in New York 1960.[19]
- 1958: Blutdruck-Eigenmessung durch den Patienten zwecks besserer Ermittlung und Behandlung einer Hypertonie.
- 1959: Erstbeschreibung einer kombinierten Ermittlung des stoffwechselbezogenen aerob-anaeroben Übergangs bei körperlicher Arbeit mittels simultaner Registrierung von Atemminutenvolumen und arteriellem Milchsäurespiegel (→ Laktatleistungskurve). Später weltweite Ausbreitung (zusammen mit seinen Mitarbeitern Alois Mader, Hermann Heck und Heinz Liesen).
- 1963: Entwicklung des Hypoxietrainings (Sauerstoffmangelbedingungen) im Labor.
- 1965: Erstvorstellung von Minimal-Trainingsprogrammen zur Prävention von Herz-Kreislaufkrankheiten.
- 1966: Bildung einer internationalen Kommission auf dem Weltkongress für Sportmedizin in Hannover mit Appell an die Weltgesundheitsorganisation (WHO), das international übliche Konzept der Herzinfarktbehandlung mit mehrwöchiger Bettruhe umzugestalten in Frühmobilisation, Bewegungstherapie und Rehabilitation. Von der WHO 1977 offiziell akzeptiert.
- 1967: Entwicklung eines Hyperoxietrainings (Atmung von Sauerstoff).
- 1967: Erstmalige Erstellung einer Faustregel zur Optimierung von Ausdauertraining für gesundheitliche Zwecke (180 minus Lebensalter in Jahren), mit Viktor Baum.
- 1973/74: Publikation von Trainingsergebnissen jahrzehntelang körperlich inaktiv gewesener älterer und alter Personen. Prägung des Satzes: „Durch ein geeignetes körperliches Training gelingt es, 20 Jahre lang 40 Jahre alt zu bleiben.“
- 1974: International erstes voll computerisiertes und elektronisiertes Fahrradergometer (mit Heinz Liesen).
- 1976: Vorstellung einer 4-mmol/l-Laktatschwelle durch Alois Mader, Heinz Liesen, Hermann Heck, Helmut Philippi, Richard Rost, Peter Schürch, Wildor Hollmann.
- 1985: Einführung des Begriffes „Bewegungs-Neurowissenschaft“ und Forschungsplanung zum Thema „Gehirn, Geist und körperliche Aktivität“.
- 1987: International erste Beschreibung der regionalen Gehirndurchblutung während Fahrradergometerarbeit (mit Max-Planck-Institut für neurologische Forschung in Köln).
- 1991: International erste Beschreibung des Glukosestoffwechsels in einzelnen Gehirnabschnitten in Verbindung mit Ergometerarbeit (mit Forschungszentrum Jülich).
- 1999: Beschreibung des Einflusses von körperlicher Aktivität auf Gehirnfunktionen beim alten Menschen (mit Forschungszentrum Jülich).
- 2008: Prägung des Begriffes „Cerebrologie“ für die multidisziplinäre Gehirnforschung.

## Sonstige Tätigkeiten
- 1955–1989 Mitglied der wissenschaftlichen Kommission der kassenärztlichen Bundesvereinigung Deutschland
- 1960–1998 Chefredakteur der „Deutschen Zeitschrift für Sportmedizin“
- 1969–1994 Mitglied des wissenschaftlichen Beirats der deutschen Bundesärztekammer
- 1971–1995 Mitglied des wissenschaftlichen Beirats des Verteidigungsministeriums
- 1973–1976 Mitglied der Bundeskommission für medizinische Prüfungsfragen
- 1987–1994 Offizieller wissenschaftlicher Berater in Japan für Präventivmedizin
- 1989–1992 Beratendes Mitglied einer Wissenschaftskommission des Kultusministeriums in Finnland
- 1994–1997 Präsident der Deutschen Olympischen Gesellschaft

## Besondere sportärztliche Tätigkeit
- 1958–1978 Internistischer Arzt der deutschen Fußballnationalmannschaft
- 1959–1963 Arzt der deutschen Golf-Nationalmannschaft
- 1964–1971 Arzt der deutschen Hockeynationalmannschaft

## Berufliche und Forschungsauszeichnungen
- 1959 Ehrenmedaille Pan-amerikanischer Sportärztekongress Chicago
- 1961 Carl-Diem-Preis für sportwissenschaftliche Forschung
- 1961 Präsidentenorden von Ghana
- 1964 Hufeland-Preis für Präventivmedizin
- 1969 Max-Bürger-Preis für Gerontologie
- 1976 Sir-Philip-Noel-Baker-Forschungspreis der UNESCO
- 1976 Ernst-von-Bergmann-Medaille der Bundesärztekammer
- 1981 Ehrenplakette für sportmedizinische Forschung der Republik Südafrika
- 1984 Ehrenplakette für medizinische Forschung der Republik China
- 1986 Ehrenplakette für medizinische Forschung der Sportakademie der USA
- 1986 Ehrendoktor der Medizinischen Fakultät der Freien Universität Brüssel
- 1987 Erster Bewegungs-Forschungspreis des Deutschen Sportbundes „Goldener Trimmy“
- 1987 Ehrenbrief der Medizinischen Fakultät der Universität Budapest (Debrecen)
- 1988 Goldmedaille der Gesellschaft für Orthopädische und Traumatologische Sportmedizin
- 1989 Ehrenbrief der Universität Bratislava/Slowakei
- 1990 Reys-Forschungspreis der Niederlande
- 1990 Goldmedaille des Weltverbandes für Sportmedizin
- 1991 Bleasdale-Forschungsmedaille in Gold
- 1995 Ehrendoktor und Ehrenprofessor der Universität Thessaloniki
- 1995 Ehrenbürger der Deutschen Sporthochschule Köln
- 2000 Hollmann-Forschungspreis für Sportkardiologie des Weltverbandes für Sportmedizin
- 2002 Paracelsus-Medaille der Deutschen Ärzteschaft
- 2003 Peter-Beckmann-Medaille der Deutschen Gesellschaft für Prävention und Rehabilitation von Herz-Kreislauferkrankungen
- 2004 Ehrenmitgliedschaft der Deutschen Gesellschaft für Orthopädie und Unfallchirurgie
- 2005 Goldmedaille der Deutschen Sporthochschule Köln
- 2006 Wahl in die Gruppe „Bedeutendste Präventivmedizinische Wissenschaftler“ der Internationalen Bibliothek Cambridge/England
- 2008 Goldmedaille der Humboldt-Gesellschaft für Wissenschaft, Kultur und Bildung
- 2010 „Wildor Hollmann – Ein Leben für den Sport“, Ausstellung im Deutschen Sport & Olympia Museum[20]

## Öffentliche Auszeichnungen
- 1975 Verdienstkreuz 1. Klasse zum Verdienstorden der Bundesrepublik Deutschland
- 1982 Großes Verdienstkreuz zum Verdienstorden der Bundesrepublik Deutschland
- 1990 Stern zum Großen Verdienstkreuz
- 1993 Verdienstorden des Landes Nordrhein-Westfalen
- 2000 Schulterband zum Großen Verdienstkreuz mit Stern
- 2001 Ehrenbürgerschaft von Brüggen/Niederrhein
- 2006 Ehrenbürgerschaft der Stadt Menden/Sauerland[21]
- 2008 Verleihung der Ehrenplakette der Stadt Köln
- 2008 Stiftung eines jährlich einmal zu vergebenden Forschungspreis für Sportwissenschaften durch die Landesregierung von Nordrhein-Westfalen und Benennung dieses nach Wildor Hollmann.

## Veröffentlichungen
- Der Arbeits- und Trainingseinfluss auf Kreislauf und Atmung: Eine klinische und physiologische Betrachtung. Steinkopff Verlag, Darmstadt 1959.
- Höchst- und Dauerleistungsfähigkeit des Sportlers: Spiroergometrische Beurteilung und Untersuchungsergebnisse von männlichen und weiblichen Personen des 1. bis 8. Lebensjahrzehnts. Barth Verlag, München 1963.
- Körperliches Training als Prävention von Herz-Kreislaufkrankheiten. Hippokrates-Verlag, Stuttgart 1965.
- Sporthochschule, heute und morgen: Festvortrag des Rektors anlässlich der Semesterfeier im Sommersemester am 21. Mai 1969. Deutsche Sporthochschule, Köln 1971.
- als Hrsg.: Zentrale Themen der Sportmedizin. Springer-Verlag, Berlin; Heidelberg; New York 1972, ISBN 3-540-05870-2.
- mit Heinz Maegerlein: Aktiv über 40: Sport, Spiel und Spaß. Limpert Verlag, Frankfurt am Main 1975, ISBN 3-7853-1225-3.
- Deutscher Sportbund (Hrsg.): Die biologische Bedeutung von Training und Sport für den älteren Menschen. In Sport und Spiel für Ältere. Deutscher Sportbund, Frankfurt am Main 1975.
- mit Theodor Hettinger: Sportmedizin: Arbeits- und Trainingsgrundlagen. Schattauer Verlag, Stuttgart; New York 1976, ISBN 3-7945-0430-5.
- mit Richard Rost: Elektrokardiographie in der Sportmedizin: Sportherz, Breitensport, Rehabilitation. Thieme Verlag, Stuttgart; New York 1980, ISBN 3-13-582101-3.
- mit Heinz Liesen: Ausdauersport und Stoffwechsel: Insbesondere beim älteren Menschen. Hofmann-Verlag, Schorndorf 1981, ISBN 3-7780-7601-9.
- Leistung schafft Leben. Arbeitgeberverband der Metallindustrie, Köln 1982, ISBN 3-88575-013-9.
- mit Richard Rost: Belastungsuntersuchungen in der Praxis: Grundlagen, Technik und Interpretation ergometrischer Untersuchungsverfahren. Thieme Verlag, Stuttgart; New York 1982, ISBN 3-13-626901-2.
- Prävention und Rehabilitation von Herz-Kreislaufkrankheiten durch körperliches Training. Hippokrates-Verlag, Stuttgart 1983, ISBN 3-7773-0577-4.
- mit Heinz Liesen: Training und Sport bei älteren Menschen. In: Hans Franke (Hrsg.): Gerotherapie. Fischer, Stuttgart 1983, S. 138–158, ISBN 3-437-10813-1.
- Sport – Nutzen und Gefahr: Jahresveranstaltung der Scultetus-Gesellschaft e. V. Ulm-Donau am 9. November 1989. Scultetus-Gesellschaft, Ulm-Donau 1989.
- Training, Grundlagen und Anpassungsprozesse. Hofmann-Verlag, Schorndorf 1990, ISBN 3-7780-8091-1.
- Medizin – Sport – Neuland: 40 Jahre mit der deutschen Sporthochschule Köln; Erinnerungen – Erlebnisse – Ansichten. Academia Verlag, Sankt August 1993 (= Lebenserinnerungen aus Kultur und Wissenschaft. Band 1), ISBN 3-88345-580-6.
- als Hrsg.: Lexikon der Sportmedizin: Mit 29 Tabellen. Barth Verlag, Heidelberg; Leipzig 1995, ISBN 3-335-00411-6.
- als Hrsg.: Current results on health and physical activity. Hofmann-Verlag, Schorndorf 2001, ISBN 3-7780-6002-3.
- mit Heiko K. Strüder und Christos V. Tagarakis: Spiroergometrie: Kardiopulmonale Leistungsdiagnostik des Gesunden und Kranken. Schattauer Verlag, Stuttgart; New York 2006, ISBN 3-7945-2396-2.
- Gesund und leistungsfähig bis ins hohe Alter. Kaufmann, Lahr 2006, ISBN 3-7806-3008-7.
- mit Hans-Georg Predel und Wilhelm Bloch: Sportmedizin in Köln: Kurze historische Betrachtung. Sportverlag Strauß, Köln 2007, ISBN 978-3-939390-10-7.
- mit Kurt Tittel: Geschichte der deutschen Sportmedizin. Dr.-Haus Gera, Gera 2008, ISBN 978-3-9811758-2-0.
- als Hrsg.: 50 Jahre Institut für Kreislaufforschung und Sportmedizin: Deutsche Sporthochschule Köln. Sportverlag Strauß, Köln 2008, ISBN 978-3-939390-04-6.
- als Hrsg.: Ausgewählte Kapitel der Sportmedizin. Academia Verlag, Sankt Augustin 2009, ISBN 978-3-89665-486-1.
- mit Heiko K. Strüder: Sportmedizin: Grundlagen für körperliche Aktivität, Training und Präventivmedizin. Schattauer Verlag, Stuttgart; New York 2009, ISBN 978-3-7945-2546-1.
- 60 Jahre mit der Deutschen Sporthochschule Köln: Rechenschaftsbericht und Episoden; Universitätsrede; Festveranstaltung am 19. Mai 2010 in der Deutschen Sporthochschule Köln anlässlich des 85. Geburtstages. Sportverlag Strauß, Köln 2011, ISBN 978-3-86884-005-6.
- Ziel und Zufall: Ein bewegtes Leben als Arzt, Universitätsprofessor, Forscher und Manager (= Schriftenreihe der Zentralbibliothek der Sportwissenschaften der Deutschen Sporthochschule Köln. Sonderband 1). Sportverlag Strauß, Köln 2013, ISBN 978-3-86884-160-2.
- Die Realität? – unser neues Weltbild: Rede zum 90. Geburtstag von Wildor Hollmann (30. Januar 2015) Deutsche Sporthochschule Köln, 6. Februar 2015 (= Deutsche Sporthochschule Köln: Universitätsreden. Ausgabe 22). Deutsche Sporthochschule Köln, Köln 2015.
- Mein Leben mit der Deutschen Sporthochschule Köln: Eine historische Betrachnung. Sportverlag Strauß, Hellenthal 2017, ISBN 978-3-86884-170-1.
- mit Hans-Georg Predel und Wilhelm Bloch: 60 Jahre Institut für Kreislaufforschung und Sportmedizin, Deutsche Sporthochschule Köln. Sportverlag Strauß, Hellenthal 2018, ISBN 978-3-86884-169-5.
- Wogen des Lebens: Erlebnisse kultureller, militärischer, politischer und wissenschaftlicher Art in einem 95-jährigen Dasein. Sportverlag Strauß, Hellenthal 2020, ISBN 978-3-86884-168-8.

## Verfilmungen
- 1976 Film „20 Jahre 40 Jahre bleiben“, Produktion der Fa. Bayer-Leverkusen
- 2003 Film „Wildor Hollmann: Arzt – Forscher – Manager“. Unterrichtsmedien im Sport e. V., Heidelberg